# Farní sbor Českobratrské církve evangelické v Šumperku
Farní sbor Českobratrské církve evangelické v Šumperku je sborem Českobratrské církve evangelické v Šumperku. Sbor spadá pod Moravskoslezský seniorát.
Sbor byl ustaven roku 1946; užívá kostel, který do roku 1945 sloužil německým evangelíkům.
Farářem sboru je Jakub Pavlús a kurátorkou sboru je Marie Sléhová.

## Faráři sboru
- Miloš Šourek (1946–1959)
- Lubomír Kabíček (1957–1960)
- Jiří Veber (1960–1973)
- Petr Maláč (1998–2008)
- Hana Ducho (2008–2015)
- Aleš Wrana (2014–2015)
- Jakub Pavlús (od 2017)